# Barrage de Kızılsu
Le barrage de Kızılsu est une digue dans la province de Burdur en Turquie sur la rivière Kızılsu (Kızılsu Çayı c'est-à-dire rivière de l'eau rouge). Le bassin est grandement asséché.

## Sources
- (en) www.dsi.gov.tr/tricold/kizilsu.htm Site de l'agence gouvernementale turque des travaux hydrauliques